# Thiancourt
Thiancourt ist eine französische Gemeinde im Département Territoire de Belfort in der Region Bourgogne-Franche-Comté.

## Geographie
Thiancourt liegt auf 363 m Meereshöhe, zwei Kilometer nördlich von Delle und etwa 15 Kilometer östlich der Stadt Montbéliard (Luftlinie). Das Dorf erstreckt sich leicht erhöht am westlichen Rand des Tals der Allaine, im Flachland der Burgundischen Pforte, nahe der Grenze zur Schweiz.
Die Fläche des 2,67 km² großen Gemeindegebiets umfasst einen Abschnitt der leicht gewellten Landschaft im Bereich der Burgundischen Pforte (Trouée de Belfort). Die östliche Grenze verläuft entlang der Allaine, die hier mit zahlreichen Windungen durch einen rund 1 km breiten Talboden (355 m) nach Norden fließt. Vom Flusslauf erstreckt sich das Gemeindeareal westwärts über die flache Talaue und den anschließenden sanft ansteigenden Hang von Thiancourt bis auf die Höhe der Champs Montants (422 m), die überwiegend mit Acker- und Wiesland bedeckt ist. Weiter im Westen folgen eine Mulde und das ausgedehnte Waldgebiet Les Corbières. Hier wird mit 424 m die höchste Erhebung von Thiancourt erreicht.
Nachbargemeinden von Thiancourt sind Grandvillars im Nordwesten, Joncherey im Nordosten, Delle im Südosten sowie Fêche-l’Église im Südwesten.

## Geschichte
Erstmals urkundlich erwähnt wird Thiancourt im Jahr 1303 unter dem Namen Thecort. Überreste einer merowingischen Nekropole aus dem 7. Jahrhundert weisen jedoch auf eine wesentlich frühere Besiedlung des Gebietes hin. In der ersten Hälfte des 14. Jahrhunderts gelangte das Dorf unter die Oberhoheit der Habsburger. Zusammen mit dem Sundgau kam es mit dem Westfälischen Frieden 1648 an die französische Krone. Thiancourt, das sich stets im Grenzbereich der Herrschaftsgebiete der Grafen von Montbéliard und der Fürstbischöfe von Basel befand, gehörte zum Lehen Grandvillars und besaß auch ein Schloss, das allerdings 1830 zerstört wurde. Seit 1793 gehörte Thiancourt zum Département Haut-Rhin, verblieb jedoch 1871 als Teil des Territoire de Belfort im Gegensatz zum restlichen Elsass bei Frankreich.

## Bevölkerung
| Bevölkerungsentwicklung | Bevölkerungsentwicklung |
| Jahr                    | Einwohner               |
| ----------------------- | ----------------------- |
| 1962                    | 131                     |
| 1968                    | 128                     |
| 1975                    | 162                     |
| 1982                    | 183                     |
| 1990                    | 211                     |
| 1999                    | 219                     |

Mit 281 Einwohnern (1. Januar 2022) gehört Thiancourt zu den kleinen Gemeinden des Département Territoire de Belfort. Nachdem die Einwohnerzahl in der ersten Hälfte des 20. Jahrhunderts stets im Bereich zwischen 135 und 165 Personen gelegen hatte, wurde seit Beginn der 1970er Jahre ein deutliches Bevölkerungswachstum verzeichnet.

## Wirtschaft und Infrastruktur
Thiancourt war bis weit ins 20. Jahrhundert hinein ein vorwiegend durch die Landwirtschaft (Ackerbau, Obstbau und Viehzucht) und die Forstwirtschaft geprägtes Dorf. Daneben gibt es heute verschiedene Betriebe des lokalen Kleingewerbes. Mittlerweile hat sich das Dorf zu einer Wohngemeinde gewandelt. Viele Erwerbstätige sind deshalb Wegpendler, die in den Agglomerationen Belfort und Montbéliard ihrer Arbeit nachgehen.
Die Ortschaft ist verkehrstechnisch gut erschlossen. Die Hauptzufahrt erfolgt von der Hauptstraße, die von Belfort nach Delle führt. Das Gemeindegebiet wird auch von der Schnellstraße N19 durchquert, welche die Autobahn A36 mit der im Bau befindlichen schweizerischen A16 verbinden soll.